# Stenodontes chevrolati
Stenodontes chevrolati är en skalbaggsart som beskrevs av Charles Joseph Gahan 1890. Stenodontes chevrolati ingår i släktet Stenodontes och familjen långhorningar.
Artens utbredningsområde är:
- Bahamas.
- Kuba.

Inga underarter finns listade i Catalogue of Life.